# 巻来功士
巻来 功士（まき こうじ、1958年7月21日 - ）は、日本の漫画家。

## 略歴
長崎県佐世保市出身。小学生時代から漫画家を目指し、1974年（16歳時）に投稿作品が『週刊少年ジャンプ』の新人漫画賞の最終候補作になった。それ以来、年5・6回応募して九州産業大学入学後も続けて1978年、20歳で小学館のマンガくん月間まん研新人杯の佳作を受賞する。その後も大賞をめざして『月刊コロコロコミック』『週刊少年サンデー』に応募したが、最終候補に止まった間の授業はさぼり続けて単位が取れず、留年する。本腰を入れて漫画家になるため、1979年に大学を中退して上京。少年画報社に持ち込んだ原稿が認められ、1981年に村田光介名義で同社の『少年キング』に連載された学園アクションコメディ『ジローハリケーン』でデビュー。それが終了した後は『ローリング17』を連載するが、同誌の休刊によって打ち切りとなる。
再び新人賞に応募する日々に戻り、1983年からは集英社へ移って『週刊少年ジャンプ増刊号』に読み切り作品を掲載。原哲夫の『北斗の拳』のアシスタントを経て『週刊少年ジャンプ』に『機械戦士ギルファー』を連載するが、13回で打ち切りとなる。1986年には心機一転し、ダークホラーアクションの『メタルK』を連載、ファンレターが何通も届くなど人気は出たが、10回で打ち切りとなる。その13か月後、代表作の1つとなる『ゴッドサイダー』を1年半連載し、単行本の増刷で印税収入が増える。しかし、その完結から10か月後に新連載した『ザ・グリーンアイズ』は人気が出ず、3か月で終了。その後、少年漫画に見切りをつけて作品発表の場を『スーパージャンプ』などの青年向け漫画誌に移し、『ミキストリ -太陽の死神-』は長期連載となった。

## 作風
独特で安定した画力と構成力をデビュー時から持っていた。しかし、『週刊少年ジャンプ』での作品はグロテスクなシーンに抵抗を持つ子供も多く、『ゴッドサイダー』以外は1年未満の短期連載に終わった。巻来は、雑誌内のポジションで荒木飛呂彦とダークホラーアクション枠で競合していたことも原因だったと述べている。また、美少女の皮膚が溶ける、お腹で孵化したウジを吐き出す、美女が犯されながら締め殺されるなど、読者が生理的嫌悪感を催すような描写が多く、単に血しぶきの描写がある漫画とは異なっていた。しかし、善と悪の明瞭な分け方もあってか、青年向け漫画誌ではある程度の成功を収め、後に『ゴッドサイダーセカンド』『ニューカマー〜来るべき者達〜 (REVENGER METAL-K2) 』など、少年誌時代のリメイク作品も描いている。
全ての漫画にエログロ、寝取られ、オカルトの3要素のいずれかが入っている。

## 作品リスト
- ジローハリケーン（少年キング、1981年）
- ローリング17（少年キング、1982年）
- 機械戦士ギルファー（西尾元宏原案。週刊少年ジャンプ、1983年 - 1984年）
- メタルK（週刊少年ジャンプ、1986年）
  - ニューカマー〜来るべき者達〜 (REVENGER METAL-K2)（週刊コミックバンチ、2008年 - 2009年）
- ゴッドサイダー（週刊少年ジャンプ、1987年 - 1988年）
  - ゴッドサイダーセカンド（週刊コミックバンチ、2004年 - 2008年）
  - ゴッドサイダーサーガ 神魔三国志（月刊ヤングチャンピオン烈、2010年 - 2013年）
- ザ・グリーンアイズ（週刊少年ジャンプ、1989年 - 1990年）
- ミキストリ -太陽の死神-（スーパージャンプ、1990年 - 1995年）
  - ミキストリII -太陽の死神-（週刊コミックバンチ、2009年 - 2010年）
- マジックパラダイス（スーパージャンプ、スーパージャンプアルファ、1992年 - 1994年）
- 瑠璃子女王の華麗なる日々（スーパージャンプ、1997年 - 1998年）
- たそかれの夢（スーパージャンプ、1998年 - 1999年）
- ヘルバスター～地獄を狩る者～（MANGAオールマン、1999年 - 2000年）[1]
- 迷宮魔術団（オースーパージャンプ、1999年 - 2002年）
- 鬼哭忍伝 霊牙（オースーパージャンプ、2003年 - 2004年）
- 連載終了！少年ジャンプ黄金期の舞台裏（描き下ろし、2016年）
- SHODO 勝道上人伝（グランドジャンプWEB、2017年）
- FAKE WORLD（LINEマンガ、2021年 - 2023年）